# Corrado Olmi
Corrado Olmi (Iesi, 24 de octubre de 1926 - Roma, 29 de diciembre de 2020) fue un actor y comediante italiano.

## Biografía
Nacido en Iesi, Ancona, Olmi asistió a una edad muy temprana a algunas compañías locales de teatro amateur en su ciudad natal. Posteriormente se trasladó a Roma, donde se licenció en derecho y durante sus estudios asistió a la Academia de Teatro Peter Sharoff. 
Fue un actor de teatro muy prolífico, con cientos de créditos en obras de prosa, avanspettacolo, cabaret, opereta. También fue muy activo en televisión (en películas de televisión, series de televisión y programas de variedades) y en el cine, donde fue uno de los actores de personajes más solicitados. Olmi es también autor de dos libros autobiográficos, Oltre la scena y Oltre lo schermo.
Falleció el 29 de diciembre de 2020 a los 94 años, en Roma por complicaciones derivadas de COVID-19.

## Filmografía seleccionada
- 1956: Peccato di castità
- 1962: L’amore difficile
- 1966: Le fate
- 1968: I quattro dell’ Ave Maria
- 1969: Satyricon
- 1971: Il gatto a nove code
- 1971: Spara Joe… e così sia!
- 1976: Una mujer llamada Apache (Una donna chiamata Apache)
- 1981: Innamorato pazzo
- 1982: Verdi
- 1998: La cena
- 2000: Si fa presto dire amore